# Rise Like a Phoenix
"Rise Like a Phoenix" là một ca khúc do ca sĩ người Áo Conchita Wurst thể hiện. Ca khúc này đã giành giải Eurovision Song Contest năm 2014. Được chọn để đại diện cho nước Áo tham dự cuộc thi Eurovision Song Contest 2014 ở Đan Mạch, ca khúc phát hành vào ngày 18 tháng 3 năm 2014 và sau đó được biểu diễn truyền hình trực tiếp lần đầu tiên vào ngày 21 tháng 3 sau đó trên chương trình truyền hình Dancing Stars của đài ORF.
"Rise Like a Phoenix" là tác phẩm thứ hai của Áo chiến thắng tại giải này, lần đầu là vào năm 1966.

## Video âm nhạc
Video âm nhạc phát hành kèm theo ca khúc "Rise Like a Phoenix" được phát hành trên YouTube vào ngày 18 tháng 3 năm 2014 có độ dài 3 phút 5 giây.

## Danh sách ca khúc
| Tải kỹ thuật số | Tải kỹ thuật số       | Tải kỹ thuật số |
| STT             | Nhan đề               | Thời lượng      |
| --------------- | --------------------- | --------------- |
| 1.              | "Rise Like a Phoenix" | 3:01            |

## Bảng xếp hạng

### Bảng xếp hạng hàng tuần
| Bảng xếp hạng (2014)   | Vị trí cao nhất |
| ---------------------- | --------------- |
| Áo (Ö3 Austria Top 40) | 51              |
| Pháp (SNEP)            | 44              |

## Lịch sử phát hành
| Khu vực        | Ngày                | Định dạng       | Hãng đĩa       |
| -------------- | ------------------- | --------------- | -------------- |
| Áo             | 18 tháng 3 năm 2014 | Tải kỹ thuật số | ORF-Enterprise |
| Châu Âu        | 18 tháng 3 năm 2014 | Tải kỹ thuật số | ORF-Enterprise |
| Vương quốc Anh | 11 tháng 5 năm 2014 | Tải kỹ thuật số | ORF-Enterprise |